# Transmisogynie
Transmisogynie ist die Schnittstelle von Transphobie und Misogynie. Transmisogynie umfasst negative Einstellungen, Hass und Diskriminierung von Transgender-Personen, die auf die feminine Seite des Geschlechterspektrums fallen, insbesondere trans Frauen. Der Begriff wurde von Julia Serano in ihrem Buch Whipping Girl aus dem Jahr 2007 geprägt und beschreibt die einzigartige Diskriminierung, mit der trans Frauen konfrontiert sind, wegen „der Annahme, dass Weiblichkeit der Männlichkeit unterlegen ist und in erster Linie zum Wohle von Männlichkeit existiert“. Außerdem beschreibt der Begriff die Art und Weise, wie Transphobie die Misogynie gegen trans Frauen verstärkt (und umgekehrt). Es wird gesagt, dass viele trans Frauen eine zusätzliche Schicht von Misogynie in Form von Fetischisierung erfahren. Serano spricht darüber, dass die Gesellschaft trans Frauen auf sexualisierende Weise sieht, wie zum Beispiel, dass sie ihre Transition aus sexuellen Gründen vollziehen, und dass sie als promiskuitiv angesehen werden. Die Transmisogynie ist ein zentrales Konzept im Transfeminismus und wird in der intersektionellen feministischen Theorie allgemein referenziert. Dass die Weiblichkeit von trans Frauen (und nicht nur ihre Femininität) eine Quelle der Transmisogynie ist, wird von manchen radikalen Feministinnen (TERF) geleugnet, die behaupten, dass trans Frauen keine Frauen seien.

## Ursachen
Als Ursache von Transmisogynie wird allgemein die soziale Ansicht, dass Männer den Frauen überlegen seien, verstanden. In Whipping Girl schreibt Julia Serano, dass die Existenz von trans Frauen als Bedrohung für eine „männlich-zentrierte Geschlechterhierarchie angesehen wird, bei der davon ausgegangen wird, dass Männer besser sind als Frauen und dass Männlichkeit der Weiblichkeit überlegen ist“. Die Gender-Theoretikerin Judith Butler schließt sich dieser Annahme an und erklärt, dass der Mord an trans Frauen „ein Machtakt, eine Art der Wiederbehauptung der Herrschaft ist [...]. Töten etabliert den Mörder als souverän in dem Moment, in dem er tötet“.
Aus einem transmisogynen Verständnis heraus, dass trans Frauen verborgene Männer wären, können diese als Bedrohung für die Heterosexualität von Cisgender-Männern dargestellt werden. So wird beispielsweise die Weiblichkeit der Figur Dil, einer trans Frau aus dem Film The Crying Game von 1992, als Täuschung inszeniert, um Empörung und männliche Homophobie im Publikum hervorzurufen, wenn ihre „wahre“ Männlichkeit enthüllt wird.

## Vorfälle

### Vereinigte Staaten
Trans Frauen sind mit einer härteren Diskriminierung konfrontiert als andere trans Personen. Eine Studie über die Erfahrungen am Arbeitsplatz nach Geschlechtsangleichung  ergab, dass „das Durchschnittseinkommen von trans Männern nach ihrem Geschlechtswechsel leicht zunimmt, während das Durchschnittseinkommen von trans Frauen um fast ein Drittel sinkt. Darüber hinaus wurde festgestellt, dass der Übergang zur Frau mit einem Autoritätsverlust und einer Zunahme der Belästigung einhergeht, während das Gegenteil oft Autorität und Respekt bringt.“
Laut Laura Kacere (2014) sind „Hassverbrechen gegen trans Personen überproportional und tragisch hoch, und der Großteil dieser Gewalt betrifft trans Frauen“. Die National Coalition of Anti-Violence Programs (2012) stellte fest, dass transgender Menschen in den USA dreimal mehr Polizeigewalt erleben als cisgender Menschen. Tatsächlich wurden über die Hälfte aller Anti-LGBTQIA+-Morde an trans Frauen verübt. Laut Kacere (2014), „wird die Transmisogynie in der Gewalt gesehen – Studien zeigen, dass eine von fünf trans Frauen (21 %) irgendwann in ihrem Leben eingesperrt wurde. Das liegt weit über der allgemeinen Bevölkerung und noch höher (47 %) bei den schwarzen trans Personen.“

### Ecuador
Eine Studie über die Diskriminierung von lesbischen, bisexuellen, transsexuellen, transgender und intersexuellen Frauen in Ecuador ergab, dass transgender Frauen „keinen Schutz vor Diskriminierung in Recht und Praxis haben“. Infolgedessen sind trans Frauen in Bildungs-, Gesundheits- und Arbeitnehmereinrichtungen Gewalt, sexuellem Missbrauch und Diskriminierung ausgesetzt.

## Psychologie
Julia Serano  wies in Whipping Girl darauf hin, dass transvestitischer Fetischismus, eine in der DSM-IV aufgeführte Erkrankung, nur Cross-Dressing von Männern erwähnt. Ebenso war die Autogynephilie eine anerkannte Erkrankung im DSM-IV, die Autoandrophilie jedoch nicht. Das Diagnose- und Statistikmanual für psychische Störungen wurde 2013 überarbeitet und der transvestititsche Fetischismus und die Störung der geschlechtsspezifischen Identität wurden beseitigt; transvestitische Störungen und geschlechtsspezifische Dysphorie waren das Ergebnis der Revisionen.
Eine Studie von Schilt und Wiswall zeigte, dass in einer Arbeitsumgebung trans Männer dabei unterstützt wurden, sich stärker in die Gesellschaft zu integrieren, während trans Frauen degradiert oder entlassen wurden. In der Studie wurden Mikroaggressionen von Arbeitgebern zu trans Frauen festgestellt.

## Sexualisierung und Belästigung
Julia Serano stellt fest, dass trans Frauen trotz des Übergangs immer noch allgemein als männlich wahrgenommen werden, aber selten als solche sexualisiert werden. In der Pornobranche, deren Zielgruppe vor allem heterosexuelle Männer sind, werden trans Frauen weitgehend als sexuelle Objekte und nicht als „räuberisch“ dargestellt. Serano bemerkt, dass sie, wenn sie sich in einem sozialen Umfeld befindet, in dem sie als trans bekannt ist, wie an Orten, an denen sie Spoken Word Poesie aufführt, viel mehr unverhohlen sexuelle Kommentare erhält als in einem ähnlichen Umfeld, in dem sie als cis gelesen wird.
Laut Serano liegt die Sexualisierung von trans Frauen nicht nur daran, dass diese aufgrund ihrer relativen Seltenheit als „exotisch“ angesehen werden: „Es gibt viele Arten von Frauen, die relativ selten sind, aber sie sind nicht alle auf die gleiche Weise sexualisiert wie trans Frauen“. In Whipping Girl schreibt Serano über eine sogenannte „Raubtier-Beute-Dichotomie“, bei der „Männer immer als Raubtiere und Frauen als Beute angesehen werden“. Aufgrund dieser Sichtweise werden trans Frauen als Lockmittel für Männer wahrgenommen, indem sie sich verwandeln und „sich in sexuelle Objekte verwandeln, denen kein heißblütiger Mann widerstehen kann“.
2017 veröffentlichte die transgeschlechtliche deutsche Singer-Song-Writerin FaulenzA ihre eigenen Erfahrungen mit Transmisogynie.

## Beziehung zur Transphobie
Die Transmisogynie unterscheidet sich von der Transphobie dadurch, dass sich die Transmisogynie vor allem auf trans Frauen konzentriert, während die Transphobie ein allgemeinerer Begriff ist, der ein breiteres Spektrum an Hass und Diskriminierung gegenüber transsexuellen und transgender Personen abdeckt. Julia Serano schreibt in Whipping Girl: „Wenn sich die meisten Witze, die auf Kosten der trans Personen gemacht werden, auf ‚Männer konzentrieren, die Kleider tragen‘ oder ‚Männer, die ihren Penis abschneiden lassen‘, ist das keine Transphobie – es ist Transmisogynie.“